# Gorka Larrea García
Gorka Larrea (Sant Sebastià, 7 d'abril de 1984) és un exfutbolista basc, que ocupava la posició de migcampista.

## Trajectòria
Format al planter de la Reial Societat, debuta amb el primer equip la temporada 03/04. Durant les següents temporades tindria diverses aparicions esporàdiques amb els donostiarres, alternant-lo amb el filial o amb una cessió a la UD Almeria.
L'estiu del 2008 fitxa pel Llevant UE, de Segona Divisió, amb el qual aconsegueix l'ascens i la permanència a Primera. El 2011 fitxa pel CD Numancia.
Ha estat internacional amb les categories inferiors espanyoles. Amb la sub-23, va guanyar la medalla d'or dels Jocs de la Mediterrània del 2005.